# Auguste-Alexandre Ducrot
Auguste-Alexandre Ducrot (ur. 24 lutego 1817 w Nevers, zm. 16 sierpnia 1882 w Versailles) – francuski generał.
Służył w Algierii, w kampanii włoskiej z 1859 roku, oraz jako dowódca dywizji podczas wojny francusko-pruskiej. Został uwięziony za odmowę podpisania aktu kapitulacji pod Sedanem, ale uciekł i następnie wziął udział w obronie Paryża, który był oblegany przez pruskie wojska.